# Let it beat!
「Let it beat!」（レット イット ビート）は、日本の音楽グループAAAの9枚目のシングル。2006年8月30日にavex traxから発売された。

## 概要
- 前作「ソウルエッジボーイ/キモノジェットガール」から約1ヵ月ぶりの発売となる。
- デビュー1周年記念4タイトル連続リリースのうちの一つである。ちなみに他の3つはシングル『"Q"』・ミニアルバム『ALL/2』・ライブDVD『2nd ATTACK at Zepp Tokyo on 29th of June 2006』。
- オリコン初登場7位となり、当時の自己最高位を更新した。
- 限定版にはPVを収録しているDVDが付いている。
- このシングル以降から全シングル・アルバム等の帯にAAA公式のロゴマークが起用されるようになった。

## 収録内容

### CD+DVD
CD
1. Let it beat! [4:45]
（作詞：田辺智沙　作曲・編曲：渡辺未来）
映画「アキハバラ@DEEP」主題歌
2. DRAGON FIRE (Live Version) [4:48]
3. Let it beat! (Instrumental) [4:45]

DVD
1. Let it beat!(Music Clip)

### CD ONLY
1. Let it beat!
2. DRAGON FIRE (Live Version)
3. Let it beat! (Instrumental)